# Psi Pegasi
Psi Pegasi (ψ Pegasi, förkortat Psi Peg, ψ Peg) som är stjärnans Bayerbeteckning, är en ensam stjärna belägen i den östra delen av stjärnbilden Pegasus. Den har en genomsnittlig skenbar magnitud på 4,66 och är synlig för blotta ögat där ljusföroreningar ej förekommer. Baserat på parallaxmätning inom Hipparcosuppdraget på ca 6,9 mas, beräknas den befinna sig på ett avstånd på ca 480 ljusår (ca 146 parsek) från solen.

## Egenskaper
Psi Pegasi är en röd jättestjärna av spektralklass M3 III. Den har en radie som är ca 37 gånger större än solens och utsänder från dess fotosfär ca 960 gånger mera energi än solen vid en effektiv temperatur på ca 3 900 K.
Psi Pegasi är en misstänkt variabel stjärna, eventuellt halvregelbunden, med magnitud varierande från 4,63 till 4,69. Det antas också ha en följeslagare separerad med 0,17 bågsekunder och en omloppsperiod på 55 år.